# Mourmelon-le-Petit
Mourmelon-le-Petit ist eine französische Gemeinde mit 806 Einwohnern (Stand: 1. Januar 2022) im Département Marne in der Region Grand Est (vor 2016: Champagne-Ardenne). Die Gemeinde gehört zum Arrondissement Châlons-en-Champagne und zum Kanton Mourmelon-Vesle et Monts de Champagne.

## Geographie
Mourmelon-le-Petit liegt etwa 33 Kilometer ostsüdöstlich des Stadtzentrums von Reims am Vesle, der die Gemeinde im Westen begrenzt. Umgeben wird Mourmelon-le-Petit von den Nachbargemeinden Sept-Saulx im Norden und Westen, Baconnes im Norden und Nordosten, Mourmelon-le-Grand im Osten, Livry-Louvercy im Süden.

## Bevölkerungsentwicklung
| Jahr                       | 1962 | 1968 | 1975 | 1982 | 1990 | 1999 | 2006 | 2018 |
| Einwohner                  | 779  | 804  | 912  | 782  | 795  | 759  | 785  | 813  |
| Quellen: Cassini und INSEE |      |      |      |      |      |      |      |      |

## Sehenswürdigkeiten

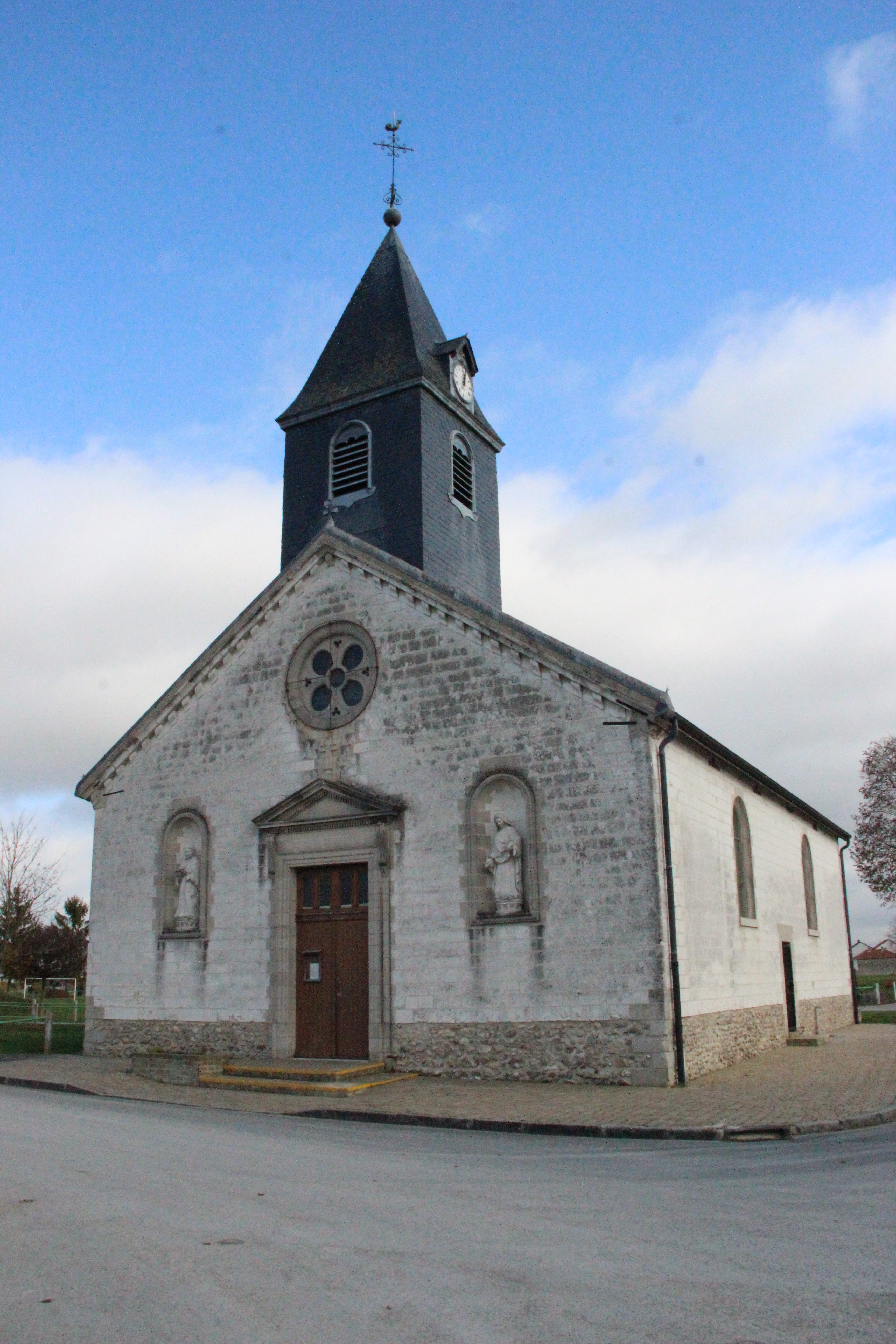
Kirche Saint-Basle

- Kirche Saint-Basle, 1846 erbaut
- Französischer Nationalfriedhof